# Nowa Wieś (powiat piski)
Nowa Wieś (niem. Neuendorf) – wieś w Polsce, położona w województwie warmińsko-mazurskim, w powiecie piskim, w gminie Orzysz.
W latach 1975–1998 miejscowość administracyjnie należała do województwa suwalskiego.

## Historia
Nowa Wieś (Neuendorf) powstała w 1834 roku na skutek oddzielenia gruntów od gminy Chmielewo (Gemeinde Chmielewen).
W 1857 roku określona jako wieś, kolonia pod Chmielewem, na 720 morgach z 40 mieszkańcami. Posiadaczem ziemskim był Georg Hütznemohr.

## Zabytki
Zabytki ujęte w gminnej ewidencji zabytków:
- Dawny cmentarz ewangelicki, założony w połowie XIX wieku[5]:

Na cmentarzu znajduje się kwatera wojenna z okresu I wojny światowej. W zbiorowej mogile pochowanych jest sześciu żołnierzy armii rosyjskiej z 27 Sib. Schützen – Regt. †1914/15.